# Ascotheca paucinervia
Ascotheca paucinervia är en akantusväxtart som först beskrevs av T. Anders. och C. B. Cl., och fick sitt nu gällande namn av Hermann Heino Heine. Ascotheca paucinervia ingår i släktet Ascotheca och familjen akantusväxter. Utöver nominatformen finns också underarten A. p. minor.